# Dicranomyia (Dicranomyia) ingrata
Dicranomyia (Dicranomyia) ingrata is een tweevleugelige uit de familie steltmuggen (Limoniidae). De soort komt voor in het Neotropisch gebied.